# Kirche zur Geburt des Hl. Johannes des Täufers (Orłowo)
Bei der Kirche zur Geburt des Hl. Johannes des Täufers in Orłowo (deutsch Orlowen, 1938–1945 Adlersdorf) handelt es sich um ein Bauwerk aus der Mitte des 19. Jahrhunderts. Bis 1945 war es eine evangelische Kirche für das ostpreußische Kirchspiel Orlowen (Adlersdorf); heute ist es gottesdienstliches Zentrum der polnisch-orthodoxen Pfarrgemeinde Orłowo in der polnischen Woiwodschaft Ermland-Masuren.

## Geographische Lage
Orłowo liegt im nördlichen Osten der Woiwodschaft Ermland-Masuren am Südwestrand des Borkener Forsts (auch: Borker Heide, polnisch Puszczta Borecka) und ist auf einer Nebenstraße von der Woiwodschaftsstraße 655 bei Pietrasze (Pietraschen, 1938–1945 Petersgrund) aus zu erreichen. Eine Bahnanbindung besteht nicht mehr.
Die Kirche steht in der Ortsmitte nördlich der Straße von Łękuk Mały (Klein Lenkuk) nach Gajrowskie (Friedrichsheyde, 1938–1945 Friedrichsheide) und ist nur wenige hundert Meter von der römisch-katholischen St.-Kasimir-Kirche entfernt.

## Kirchengebäude
Der kleine masurische Ort wurde im Jahr 1857 Kirchdorf. In den Jahren 1855 bis 1857 wurde die Kirche erbaut, die als evangelisches Gotteshaus fungierte. Es entstand ein rechteckiger Ziegelbau mit Apsis und einem hohen Westturm in gotischem Baustil.
Ein Jahr nach der Einweihung erhielt die Kirche eine Orgel. Das Geläut bestand ursprünglich aus zwei Glocken.
Bis 1945 war der Bau ein evangelisches Gotteshaus, seit 1965 nutzt die Polnisch-Orthodoxe Kirche ihn als ihre Pfarrkirche, wozu sie baulich den anderen liturgischen Ansprüchen entsprechend innen baulich verändert wurde.

## Kirchengemeinde

### Evangelisch

#### Kirchengeschichte
Im Jahr 1853 wurde in Orlowen eine evangelische Kirchengemeinde gegründet, deren Pfarrkirche im Jahr 1857 fertiggestellt wurde. Orlowen wurde ein  Pfarrsitz, dem ein weitflächiges Kirchspiel zugewiesen wurde. Die Pfarrei gehörte zum Kirchenkreis Lötzen in der Kirchenprovinz Ostpreußen der Evangelischen Kirche der Altpreußischen Union und zählte im Jahr 1925 insgesamt 3300 Gemeindeglieder in nahezu 20 Dörfern, Ortschaften und Wohnplätzen. Flucht und Vertreibung der einheimischen Bevölkerung bereiteten dem evangelischen Kirchenleben im nun Orłowo genannten Dorf ein Ende. Die heute hier lebenden wenigen evangelischen Kirchenglieder sind jetzt in die evangelische Kirchengemeinde in Wydminy (Widminnen) eingepfarrt, eine Filialgemeinde der Pfarrei Giżycko in der Diözese Masuren der Evangelisch-Augsburgischen Kirche in Polen.

#### Kirchspielorte (bis 1945)
Zum Kirchspiel Orlowen (ab 1938 Kirchspiel Adlersdorf) gehörten vor 1945 neben dem Pfarrort noch 18 Dörfer, Ortschaften bzw. Wohnplätze, die zu vier  Landkreisen (Kreis Angerburg, Oletzko/Treuburg, Kreis Lötzen und Kreis Lyck) gehörten:
| Name               | Änderungsname 1938 bis 1945 | Polnischer Name       |  | Name               | Änderungsname 1938 bis 1945 | Polnischer Name     |
| ------------------ | --------------------------- | --------------------- |  | ------------------ | --------------------------- | ------------------- |
| Dobrowolla         | (ab 1935) Willenheim        | Dobra Wola            |  | Klein Lenkuk (Gut) |                             | Łękuk Mały          |
| *Friedrichsheyde   | Friedrichsheide             | Gajrowskie            |  | Kowalewsken        |                             | Kowalewskie         |
| Gaylowken          | Gailau                      | Gajlówka              |  | *Lipowen           | (ab 1928) Lindenheim        | Lipowo              |
| *Grondzken         | Funken                      | Grądzkie              |  | Pietraschen        | Petersgrund                 | Pietrasze           |
| *Grünheyde (Dorf)  | Grünheide (Dorf)            | Jelonek               |  | Rhog               | Klein Lenkuk (Gemeinde)     | Róg Orłowski        |
| Grünheyde (Forst)  | Grünheide (Forst)           | Jelonek               |  | Steinbach          |                             | Kamienna Struga     |
| Haasznen           | Haschen                     | Łażne, auch: Zamoście |  | *Sczyballen        | Lorenzhall                  | Szczybały Orłowskie |
| Hagenhorst (Forst) |                             | Jurkówko              |  | Walisko            | Waldsee                     | Wolisko             |
| Jorkowen           | Jorken                      | Jurkowo               |  | Wessolowen         | Kleinfronicken              | Wesołowo            |

#### Pfarrer (bis 1945)
Zwischen 1853 und 1945 amtierten an der Kirche Orlowen bzw. Adlersdorf als evangelische Geistliche die Pfarrer:
- Carl August Ferdinand Kiehl, 1853–1866[7]
- Friedrich Wilhelm Flöß, 1888–1913
- Johann Hermann Jungius, 1913–1923
- Wilhelm Denzer, 1925–1930
- Walter Ambrosy, 1931
- Siegfried F.M. Symanowski, 1932–1945

### Polnisch-orthodox
Im Jahr 1947 fasste aufgrund von Umsiedlungen besonders aus der Ukraine die Polnisch-Orthodoxe Kirche (POK) in Orłowo Fuß und übernahm die bisher evangelische Kirche als ihr Gotteshaus. Es wurde 1965 eine Pfarrei gegründet, die heute von Giżycko aus pfarramtlich betreut wird. Sie ist Teil der Diözese Białystok-Gdańsk der POK.